# Березняки (Варгашинський район)
Березняки́ (рос. Березняки) — присілок у складі Варгашинського району Курганської області, Росія. Входить до складу Варгашинської селищної ради.
Населення — 16 осіб (2010, 11 у 2002).